# 支離人
《支離人》是一部衛斯理系列中的小説，由香港科幻小説家倪匡所寫，系列編號18。

## 故事大綱
衛斯理及白素得悉成立青家有鬼，前往探究，發現了一雙可自由活動的手和腳。後在一舞會中認識鄧石，他們發現鄧石是一個手足能分離活動的人，並住在成立青樓下。衛斯理使用裝置偷窺，但被發現，便聯同傑克上校研究。後衛斯理接胡明電報赴埃及，發現有一古埃及法老被肢解製成木乃伊，而引來鄧石偷盜。後鄧石用大使（特務）偷去金屬片研究，並使胡明等學者中毒變成白痴。衛斯理闖進大使館，取解藥不果。與鄧石糾纏中並用車撞死了他。由鄧石日記得悉鄧成支離人經過。後到宙得神廟，叫「牛頭大神」外星人復活，但又騙他，炸毀其基地。最後衛斯理用得來的「超小型電子工廠」（金屬片）把胡明等人回復正常。

## 電視劇
- 台灣中華電視公司以華語於1983年7月25日星期一至7月29日星期五，每日晚上八時至九時三分改編為「科幻劇場」之《手之謎》播出，合計共5集。為華視「衛斯理傳奇」系列劇集第三個故事。
  - 楊光友 飾演 衛斯理
  - 劉芳英 飾演 白素
  - 張復健 飾演 鄧石
- 中國大陸愛奇藝以普通話於2018年4月9日起播出，合計共12集。為愛奇藝網絡劇《冒險王衛斯理》第一季故事。該劇同時為香港的TVB配上粵語，分別在其MyTV SUPER平台及無線數碼電視頻道翡翠台播放，但被香港網民批評將故事改得面目全非。
  - 余文樂 飾演 衛斯理
  - 胡然 飾演 白素
  - 林家棟 飾演 鄧石

## 廣播劇
- 香港商業電台以粵語於1987年星期一至五，每日下午三時正首播《支離人》廣播劇，合共15集。為商台衛斯理廣播劇系列第九個故事。
  - 監製：金貴
  - 改編：唐寧
  - 配音
    - 朱子聰 飾演 衛斯理
    - 錢佩卿 飾演 白素
    - 盧雄　 飾演 傑克上校
    - 金貴　 飾演 鄧石
    - 楊廣培 飾演 胡明
    - 馮天行 飾演 成立青
    - 陳永信 飾演 郭明
    - 陳森　 飾演 楊教授
    - 朱雪梅 飾演 女管家(胡明家)
    - 莫佩雯 飾演 小孩子
    - 陳慕賢 飾演 婦人
    - 盧雄　 飾演 拉達克
    - 陳永信 飾演 特務頭子
    - 吳忠泰 飾演 七號(大使館特務)
    - 甄錦華 飾演 大使館特務
    - 李錦　 飾演 鹿答
    - 陳森　 飾演 布吉(考古隊員)(原創角色)
    - 馮天行 飾演 大祭師

- 大陸廣州電台於2004年起以粵語首播衛斯理廣播劇，由主播講出《支離人》故事。
  - 主播:向安神，少爺明

| 前任者： 017 規律、多了一個 | 衛斯理系列（按編號） 018 支離人                       | 繼任者： 019 貝殼、消失 |
| 前任者： 天外金球           | 衛斯理系列（按連載時序） 1966年12月3日至1967年3月16日 | 繼任者： 不死藥         |